# أبو فايس
أَبُو فَايِس   (من اليونانية: ἱπποφαές إِپُّوفَايِيسْ، أي «قاتل الحصان») أو أَبُو قَابِس (وهو تصحيف لأبو فايس) أو الغَاسُول الرًّومِيّ أو شَوْك القَصَّار أو ابوفاء شوك القصار (الاسم العلمي: Hippophae rhamnoides) هو نوع أشجار من فصيلة السدرية تعلو حوالي 3 أمتار ونصف.
جذعها شائك، قاتم اللون البني. أوراقها متبادلة، خضراء الصفحة العُليا، فضية اللون ومُرَقَّطَة بالأشقر من تحت. أزهارها مخضرة اللون،
صغيرة، تُنَوَّر قبل الأوراق، ثنائية المسكن. الثمرة كروية، برتقالية اللون الأصفر، طعمها حامض.

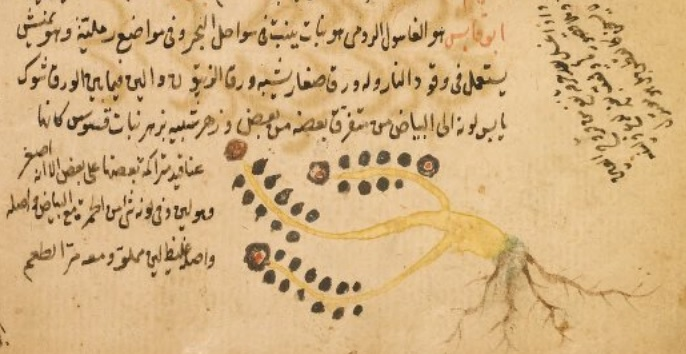
اقتباس من صفحة، من مخطوط عن النبات مجهول المؤلف، بها تعريف ورسم لشجرة الغاسول الرومي

## المركبات
بروفيتامين فيتامين ألف، فيتامينات فيتامين ب1، فيتامين ب2، فيتامين ب6، فيتامين إي،
(أكثر مما في الحامض وثمار النسرين )، حوامض عضوية.. وهو مضاد لداء الحفر، مقوي عام، طارد للدود.
يفيد فقدان الشهية، الوهن، التعب ( الصباحي، النقاهي، الكريبي، بعد الحمل، الإرهاقي) خفض النشاط القلبي، الشيخوخة.